# Taichi Saotome
Taichi Nishimura (西村 太一 Nishimura Taichi?,  Dazaifu, Prefectura de Fukuoka, 24 de septiembre de 1991), mejor conocido bajo su nombre artístico de Taichi Saotome (早乙女 太一 Saotome Taichi?), es un actor japonés, conocido por sus roles de hombres jóvenes y onnagata (femeninos).

## Primeros años
Saotome nació el 24 de septiembre de 1991 en la ciudad de Dazaifu, Fukuoka. Tiene un hermano menor, Yūki, quien también es actor, y una hermana, Ayumi, quien es cantante. Su padre es la cabeza de la compañía de teatro Gekidan Sujaku; Saotome creció dentro de dicha compañía actuando principalmente en obras taishū engeki. Desde una edad temprana destacó por su talento y destreza en interpretar papeles onnagata (roles femeninos).
En 2003, Saotome debutó en la gran pantalla con la película Zatōichi de Takeshi Kitano. En ella interpreta a Seitarō Naruto durante su infancia, un joven que vive bajo el disfraz de una geisha llamada Osei. Su actuación en el filme junto al actor Daigorō Tachibana (quien interpreta a Osei adulto), atrajo el interés de los medios puesto que ambos son de diferentes grupos actorales. Aun así, Saotome y Tachibana practicaban y actuaban juntos, además de ser conocidos por su buena amistad. Una de sus colaboraciones más importantes fue en 2007, cuando sus compañías realizaron una producción conjunta, Sennen no Inori, en la cual actuaron como una pareja trágica; la obra tuvo un gran éxito en Japón y Hawái.
En 2005, nuevamente apareció en otra película de Takeshi Kitano, Takeshis, en la cual interpreta a una joven intérprete y bailarina.

## Carrera
Saotome también desempeña papeles masculinos jóvenes, particularmente aquellos con una estética bishōnen, es decir, jóvenes gráciles y hermosos. En 2005, interpretó el papel de Mori Ranmaru en un evento del Museo Nacional llamado "Sengoku Fantasy", mientras que en la víspera de año nuevo de 2007, interpretó a un joven Horibe Yasubee en la obra jidaigeki de años nuevo de NHK. A pesar de no haber aparecido en muchas películas, Saotome tiene un grupo de seguidores en el teatro y su club de admiradores oficial fue establecido en 2006. Sobre esto ha comentado que realmente no entiende su atractivo, pero está feliz de que personas de todas las edades disfruten de su actuaciones.
Su aparición en el programa de variedades D no Gekijō a finales de enero de 2007. fue uno de varios de sus eventos que han generado una abrumadora respuesta de los fanáticos. Se dispuso que repitiera la misma actuación, un baile en un kimono decorado con flores, en el Taishōkan, poco después.
Saotome ha expresado su deseo de interpretar papeles masculinos y actuar en teatro convencional o tradicional, sosteniendo que nunca le han importado demasiado interpretar papeles femeninos. En octubre de 2010, Saotome protagonizó la producción teatral del juego otome, Hakuōki, donde interpretó al vicecomandante del Shinsengumi, Hijikata Toshizo.

## Vida personal
Saotome contrajo matrimonio con la también actriz Maki Nishiyama en 2013. Su primera hija nació en 2013 y segundo hijo en 2016. La pareja se divorció en 2019.

## Filmografía

### Películas
- Zatōichi (2003) como Osei (joven)
- Takeshis (2005) como Él mismo
- Memoirs of a Murderer (2017) como Toda
- Bleach (2018) como Renji Abarai
- Nakimushi Shottan no Kiseki (2018)
- Promare (2019) como Lio Fotia

### Televisión
- Fūrin Kazan (2007) como Hōjō Shinkurō
- Shinzanmono (2010) como Kazuhiro Uesugi